# 卡齐米日·克梅奇克
卡齐米日·克梅奇克（波蘭語：Kazimierz Kmiecik，1951年9月19日—），波兰男子足球运动员。他曾代表波兰国奥队参加1972年和1976年夏季奥林匹克运动会足球比赛，获得一枚金牌和一枚银牌。